# 森岡茂
森岡茂（1973年4月12日—），前日本足球運動員，並參加1996年夏季奥林匹克运动会。

## 日本國家足球隊
森岡茂参加了1996年夏季奥林匹克运动会。